# Ок-Лон (тауншип, Миннесота)
Ок-Лон (англ. Oak Lawn) — тауншип в округе Кроу-Уинг, Миннесота, США. На 2000 год его население составило 1793 человека.

## География
По данным Бюро переписи населения США площадь тауншипа составляет 97,1 км², из которых 90,9 км² занимает суша, а 6,2 км² — вода (6,38 %).

## Демография
По данным переписи населения 2000 года здесь находились 1793 человека, 586 домохозяйств и 458 семей. Плотность населения — 19,7 чел./км². На территории тауншипа расположено 627 построек со средней плотностью 6,9 построек на один квадратный километр. Расовый состав населения: 95,26 % белых, 0,33 % афроамериканцев, 3,12 % коренных американцев, 0,17 % азиатов, 0,28 % — других рас США и 0,84 % приходится на две или более других рас. Испанцы или латиноамериканцы любой расы составляли 0,50 % от популяции тауншипа.
Из 586 домохозяйств в 36,3 % воспитывались дети до 18 лет, в 65,4 % проживали супружеские пары, в 8,2 % проживали незамужние женщины и в 21,7 % домохозяйств проживали несемейные люди. 16,7 % домохозяйств состояли из одного человека, при том 6,5 % из — одиноких пожилых людей старше 65 лет. Средний размер домохозяйства — 2,71, а семьи — 3,01 человека.
24,1 % населения — младше 18 лет, 9,4 % — в возрасте от 18 до 24 лет, 27,9 % — от 25 до 44, 25,8 % — от 45 до 64, и 12,8 % — старше 65 лет. Средний возраст — 38 лет. На каждые 100 женщин приходилось 110,7 мужчин. На каждые 100 женщин старше 18 приходилось 109,4 мужчин.
Средний годовой доход домохозяйства составлял 45 388 долларов, а средний годовой доход семьи — 48 583 доллара. Средний доход мужчин — 33 043 доллара, в то время как у женщин — 22 448. Доход на душу населения составил 16 599 долларов. За чертой бедности находились 4,1 % семей и 5,0 % всего населения тауншипа, из которых 4,8 % младше 18 и 6,0 % старше 65 лет.